# Kiesdistrict Noord-Friesland – Dithmarschen Noord

kiesdistrict 2 in Sleeswijk-Holstein

Het Kiesdistrict Noord-Friesland – Dithmarschen Nord is een kiesdistrict in de deelstaat Sleeswijk-Holstein voor de verkiezingen voor de Bondsdag. Het district heeft nummer 2, het omvat de Kreis Noord-Friesland en delen van de Kreis Dithmarschen: de stad Heide en de amten Büsum-Wesselburen, Kirchspielslandgemeinden Eider und Kirchspielslandgemeinde Heider Umland. In 2005 waren er 184.580 inwoners kiesgerechtigd.

## 2009
Bij de Duitse bondsdagverkiezingen 2009 wordt het district betwist door onder meer:
- Hanno Fecke, SPD
- Ingbert Liebing, CDU
- Valentin Seehausen, Bündnis 90/Die Grünen

## 2005
Bij de verkiezingen in 2005 was het resultaat:
| Direktkandidat  | Partij                | Erststimmen in % | Zweitstimmen in % |
| --------------- | --------------------- | ---------------- | ----------------- |
| Ingbert Liebing | CDU                   | 47,9             | 41,7              |
| Ralf Heßmann    | SPD                   | 39,8             | 36,2              |
| Veronika Kolb   | FDP                   | 4,2              | 10,1              |
| Irene Fröhlich  | Bündnis 90/Die Grünen | 4,0              | 6,2               |
| Uwe Wendt       | Die Linke.            | 3,2              | 3,9               |
| Uwe Schäfer     | NPD                   | 0,9              | 0,8               |
| –               | FAMILIE               | –                | 1,1               |
| –               | MLPD                  | –                | 0,1               |

## Geschiedenis
Het kiesdistrict bestaat in deze omvang sinds 1965, zij het dat het eerder werd aangeduid als Kiesdistrict Husum. Het werd in 1965 gevormd uit de eerdere districten Husum – Südtondern – Eiderstedt en Norder- und Süderdithmarschen. Bij de verkiezingen in 1965 tot en met 1972 was het kiesdistrict 3, sinds de verkiezingen in 1976 is het district 2.

## Gekozen sinds 1965
Sinds 1965 werd het district vrijwel steeds door een kandidaat van de CDU vertegenwoordigd.
| Jaar | Naam                   | Partij | Aandeel Erststimmen |
| ---- | ---------------------- | ------ | ------------------- |
| 2005 | Ingbert Liebing        | CDU    | 47,9 %              |
| 2002 | Peter Harry Carstensen | CDU    | 44,3 %              |
| 1998 | Manfred Opel           | SPD    | 46,2 %              |
| 1994 | Peter Harry Carstensen | CDU    | 48,4 %              |
| 1990 | Peter Harry Carstensen | CDU    | 49,1 %              |
| 1987 | Peter Harry Carstensen | CDU    | 47,1 %              |
| 1983 | Peter Harry Carstensen | CDU    | 52,7 %              |
| 1980 | Wolfgang Rayer         | SPD    | 44,9 %              |
| 1976 | Willi-Peter Sick       | CDU    | 48,1 %              |
| 1972 | Willi-Peter Sick       | CDU    | 46,5 %              |
| 1969 | Hermann Glüsing        | CDU    | 53,2 %              |
| 1965 | Hermann Glüsing        | CDU    | 57,0 %              |